# Uckermark-Kaserne
Die Uckermark-Kaserne ist eine Kaserne der Bundeswehr in Prenzlau in Brandenburg. Hauptnutzer der Liegenschaft ist das Fernmeldebataillon 610 des Heeres.

## Lage
Die Kaserne liegt im Landkreis Uckermark am östlichen Stadtrand der Kreisstadt Prenzlau. Unmittelbar westlich der Kaserne verläuft die Bahnstrecke Angermünde–Stralsund, südlich tangiert sie die Bundesstraße 198.

## Benennung
Die Kaserne ist nach der Uckermark benannt, einer historischen Landschaft in Norddeutschland.

## Geschichte
Bereits 1767 wurden in Prenzlau Kasernen für zwei Infanteriebataillone errichtet. Die Uckermark-Kaserne wurde bis 1990 von der Nationalen Volksarmee genutzt. Ab 1990 stationierte die Bundeswehr Truppenteile in der Kaserne.

## Dienststellen
Folgende Dienststellen (Auswahl) sind bzw. waren in der Kaserne stationiert:
aktuell:
- Fernmeldebataillon 610
- Sanitätsversorgungszentrum Prenzlau
- HIL Heeresinstandsetzungslogistik Stützpunkt Prenzlau
- Unterstützungspersonal Standortältester Prenzlau
- Aufbaustab Logistische Ebene 2
- Sanitätsversorgungszentrum Prenzlau

ehemalig Bundeswehr:
- ABC-Abwehrbataillon 805 (teilaktiv)
- Topographiebatterie 400
- Kraftfahrausbildungszentrum Prenzlau
- Rekrutenkompanie 4 (Umbenennung in Ausbildungsunterstützungskompanie 413)
- Ausbildungsunterstützungskompanie 413 (Umbenennung in 5./Fernmeldebataillon 610)
- Technische Spezialkompanie 800 (Umgliederung in Spezialpionierkompanie 800)
- Spezialpionierkompanie 800 (Umgliederung in Feldlagerbetriebskompanie 800)
- Feldlagerbetriebskompanie 800
- Technische Spezialkompanie 801 (Geräteeinheit) (Umgliederung in Spezialpionierkompanie 801)
- Spezialpionierkompanie 801 (Geräteeinheit)
- Verteidigungskreiskommando 853 (Geräteeinheit)
- Verpflegungsamt Ost Außenstelle Prenzlau

ehemalig Nationale Volksarmee:
- Fla-Abteilung 5 „Otto Grotewohl“
- Bataillon Chemische Abwehr 5
- Pionierbaubataillon 32 „Arno Liske“
- Ingenieurbaubataillon 41
- Rohrleitungsbataillon 2 „Eugen Schönhaar“
- Detonometrie- und Aufklärungsbataillon 5 „Hermann Schmidt“
- Vermessungseinheit 2 „Stefan Heymann“
- Teile Richtfunkkabelbauregiment 5
- Lager für Rückwärtige Dienste 15
- Wehrkreiskommando